# Sgeir Cùl an Rubha
Sgeir Cùl an Rubha est une petite île inhabitée du Royaume-Uni située en Écosse, dans l'archipel de Saint-Kilda. 

## Toponymie
Le nom de l'île est constitué des mots gaéliques sgeir « récif, écueil », cùl « derrière », et rubha « promontoire ».

## Description
Sgeir Cùl an Rubha est un îlot rocheux dépourvu de végétation situé au sud-ouest de l'île de Dùn,.